# Torngatberge
Die Torngatberge (englisch Torngat Mountains, französisch Monts Torngat) bilden den südlichsten Gebirgszug der Arktischen Kordillere an der Nordostküste der Labrador-Halbinsel in Kanada.  
Der Name der Berge leitet sich von dem Wort „Tongait“ ab. Dieses Wort aus der Sprache der Inuit, dem Inuktitut, bedeutet „von Geistern bewohnter Ort“ oder „Ort der Geister“.
Sie erstrecken sich über eine Strecke von fast 740 km entlang der Ostküste von Neufundland und Labrador etwa östlich des Smallwood Reservoirs im Süden bis zu der größtenteils zu Nunavut gehörenden Killiniq Island an der Nordspitze der Halbinsel zwischen der Labradorsee im Osten und der Ungava Bay im Westen. Der Gebirgszug wird üblicherweise in drei Unterketten aufgegliedert:
- North Interior Torngats,
- South Interior Torngats und
- Coastal Torngats.

Höchster Gipfel des Gebirgszugs ist der 1652 m hohe Mount Caubvick. Dieser Berg ist in Neufundland und Labrador als Mount Caubvick bekannt und in Québec als Mont D'Iberville. Der Gipfel liegt dabei ganz auf der Labrador-Seite, rund zehn Meter von der Grenze zu Québec entfernt.
Der Torngat-Mountains-Nationalpark in Neufundland und Labrador sowie der Parc national Kuururjuaq in Québec erstrecken sich über den nördlichen Teil des Gebirges. Größere Flüsse, die das Bergland nach Westen zur Ungava Bay entwässern, sind Rivière Koroc, Rivière André-Grenier und Rivière Alluviaq. Die Torngatberge gehören zur Ökoregion der Niederpolaren Tundra. 